# Prospalta rectivitta
Prospalta rectivitta är en fjärilsart som beskrevs av Moore 1881. Prospalta rectivitta ingår i släktet Prospalta och familjen nattflyn. Inga underarter finns listade i Catalogue of Life.